# Lycaena snowi
Lycaena snowi är en fjärilsart som beskrevs av Edwards 1883. Lycaena snowi ingår i släktet Lycaena och familjen juvelvingar. Inga underarter finns listade i Catalogue of Life.